# Super Bowling (jeu vidéo, 2000)
Super Bowling est un jeu vidéo de bowling sorti en 2000 sur Nintendo 64. Le jeu a été développé par Ahtena et édité par Tommo.